# Val, Tábor
Val là một làng thuộc huyện Tábor, vùng Jihočeský, Cộng hòa Séc.